# Tianna Bartoletta
Tianna Bartoletta, geboren Madison, (Elyria, 30 augustus 1985) is een Amerikaanse verspringster en sprintster. In het verspringen is zij als individueel atlete het succesvolst; ze werd in deze discipline olympisch kampioene en wereldkampioene. Ze nam tweemaal deel aan de Olympische Spelen en won hierbij in totaal drie gouden medailles.

## Loopbaan

### Eerste wereldtitel
Madison nam in 2005 deel aan de wereldkampioenschappen in Helsinki. Daar sprong ze een persoonlijk record van 6,89 m en werd hiermee wereldkampioene. In 2006 voegde ze daar een zilveren medaille aan toe op de wereldindoorkampioenschappen in Moskou.
Twee jaar na het behalen van haar wereldtitel in Helsinki zag Madison op de WK in Osaka geen kans om deze te prolongeren. Ze werd met een sprong van 6,47 tiende.  

### Olympisch estafette-goud
Tijdens de WK indoor van 2012 in Istanboel eindigde ze op een derde plek op de 60 m met een tijd van 7,09 s. Tijdens de Ponce Grand Prix verbeterde ze haar persoonlijk record op zowel de 100 m als de 200 m. Later dat jaar nam ze deel aan de Olympische Zomerspelen 2012 in Londen. Ze kwam hierbij uit op de 100 m en de 4 x 100 m estafette. Op de 100 m miste ze met een tijd van 10,85 op een haar na het podium. Haar revanche kreeg zij enkele dagen later op de 4 x 100 m estafette. Samen met Allyson Felix, Bianca Knight en Carmelita Jeter snelde zij naar de overwinning in 40,82, een verbetering van het 27 jaar oude wereldrecord van een DDR-team met ruim een halve seconde.

### Tweede wereldtitel
In 2014 veroverde Bartoletta haar eerste Amerikaanse titels. Indoor werd zij kampioene op de 60 m, waarna zij later, tijdens het outdoorseizoen, uitgroeide tot de nieuwe sprintkoningin van Amerika door in 11,15 ook de nationale titel op de 100 m voor zich op te eisen. Bovendien werd zij bij het verspringen achter Brittney Reese (eerste met 6,92 m) met 6,86 ook nog eens tweede.
In het volgende jaar prolongeerde zij allereerst haar nationale indoortitel op de 60 in exact dezelfde tijd als het jaar ervoor, waarna zij zich weer op het verspringen richtte. Bij de Amerikaanse kampioenschappen veroverde zij ditmaal de titel in deze discipline, waarna zij op de WK in Peking, tien jaar na haar eerdere wereldtitel, ook nu weer de beste verspringster van de wereld bleek. Haar winnende sprong van 7,14 was bovendien de beste wereldprestatie van het jaar.    

### Tweemaal olympisch goud
Tianna Bartoletta behoorde vanzelfsprekend tot de favorietes voor de titel op de Olympische Spelen in Rio de Janeiro en die favorietenrol maakte zij waar. Na een spannende strijd met landgenote Brittney Reese (zilver met 7,15) en de Servische Ivana Španović (brons met 7,08) trok zij met 7,17 aan het langste eind en veroverde het goud. Vervolgens maakte zij ook deel uit van het Amerikaanse estafetteteam, verder bestaande uit Allyson Felix, English Gardner en Tori Bowie, dat op de 4 x 100 m zegevierde. Bartoletta zette met deze twee gouden medailles de kroon op haar carrière.

## Titels
- Olympisch kampioene verspringen - 2016
- Olympisch kampioene 4 x 100 m - 2012, 2016
- Wereldkampioene verspringen - 2005, 2015
- Amerikaans kampioene 100 m - 2014
- Amerikaans kampioene verspringen - 2015, 2017
- Amerikaans indoorkampioene 60 m - 2012, 2014, 2015
- NCAA-kampioene verspringen - 2005, 2006

## Persoonlijke records
Outdoor
| Onderdeel   | Prestatie          | Datum            | Plaats         |
| ----------- | ------------------ | ---------------- | -------------- |
| 100 m       | 10,78 s (+1,0 m/s) | 3 juli 2016      | Eugene         |
| 200 m       | 22,37 s            | 12 mei 2012      | Ponce          |
| verspringen | 7,17 m             | 17 augustus 2016 | Rio de Janeiro |

Indoor
| Onderdeel   | Prestatie | Datum            | Plaats       |
| ----------- | --------- | ---------------- | ------------ |
| 55 m        | 6,75 s    | 18 februari 2005 | Knoxville    |
| 60 m        | 7,02 s    | 11 februari 2012 | Fayetteville |
| 200 m       | 23,56 s   | 26 februari 2005 | Fayetteville |
| verspringen | 6,80 m    | 12 maart 2006    | Moskou       |

## Palmares

### 60 m
- 2012:  Amerikaanse indoorkamp. - 7,02 s
- 2012:  WK indoor - 7,09 s
- 2014:  Amerikaanse indoorkamp. - 7,08 s
- 2014:  WK indoor - 7,06 s
- 2015:  Amerikaanse indoorkamp. - 7,08 s

### 100 m
- 2012: 4e OS - 10,85 s
- 2014:  Amerikaanse kamp. - 11,15 s

### verspringen
- 2005:  WK - 6,89 m
- 2006:  WK indoor - 6,80 m
- 2007: 10e WK - 6,47 m
- 2014:  Amerikaanse kamp. - 6,86 m
- 2015:  Amerikaanse kamp. - 7,12 m
- 2015:  WK - 7,14 m
- 2016:  OS - 7,17 m
- 2017:  Amerikaanse kamp. - 7,05 m
- 2017:  WK - 6,97 m

### 4 x 100 m
- 2012:  OS – 40,82 s (WR)
- 2016:  OS – 41,01 s

### Diamond League-podiumplekken
- 2012:  Adidas Grand Prix 100 m – 10,97 s
- 2012:  London Grand Prix 100 m – 11,13 s
- 2012:  Herculis 100 m – 10,99 s
- 2014:  Bislett Games verspringen – 7,02 m
- 2014:  Adidas Grand Prix 200 m – 22,68 s
- 2014:  Glasgow Grand Prix 100 m – 11,07 s
- 2014:  Glasgow Grand Prix verspringen – 6,98 m

1928: Rosenfeld, Smith, Bell, Cook ·
1932: Carew, Furtsch, Rogers, Von Bremen ·
1936: Bland, Rogers, Robinson, Stephens ·
1948: Stad-de Jong, Witziers-Timmer, van der Kade-Koudijs, Blankers-Koen ·
1952: Faggs, Jones, Moreau, Hardy ·
1956: Strickland, Croker, Mellor, Cuthbert ·
1960: Hudson, Williams, Jones, Rudolph ·
1964: Ciepły, Kirszenstein, Górecka, Kłobukowska ·
1968: Ferrell, Bailes, Netter, Tyus ·
1972: Krause, Mickler-Becker, Richter, Rosendahl ·
1976: Oelsner, Stecher, Bodendorf, Eckert ·
1980: Müller, Wöckel, Auerswald, Göhr ·
1984: Brown, Bolden, Cheeseborough, Ashford ·
1988: Brown, Echols, Griffith-Joyner, Ashford ·
1992: Ashford, Jones, Guidry, Torrence ·
1996: Devers, Miller, Gaines, Torrence ·
2000: Fynes, Sturrup, Davis, Ferguson ·
2004: Lawrence, Simpson, Bailey, Campbell ·
2008: Borlée, Mariën, Ouédraogo, Gevaert ·
2012: Madison, Felix, Knight, Jeter ·
2016: Madison, Felix, Gardner, Bowie ·
2020: Williams, Thompson-Herah, Fraser-Pryce, Jackson ·
2024: Jefferson, Terry, Thomas, Richardson
1948: Olga Gyarmati ·
1952: Yvette Williams ·
1956: Elżbieta Krzesińska ·
1960: Vera Krepkina ·
1964: Mary Rand ·
1968: Viorica Viscopoleanu ·
1972: Heide Rosendahl ·
1976: Angela Voigt ·
1980: Tatjana Kolpakova ·
1984: Anișoara Cușmir-Stanciu ·
1988: Jackie Joyner-Kersee ·
1992: Heike Drechsler ·
1996: Chioma Ajunwa ·
2000: Heike Drechsler ·
2004: Tatjana Lebedeva ·
2008: Maurren Maggi ·
2012: Brittney Reese ·
2016: Tianna Bartoletta ·
2020: Malaika Mihambo ·
2024: Tara Davis-Woodhall
1983 Heike Drechsler ·
1987 Jackie Joyner-Kersee ·
1991 Jackie Joyner-Kersee ·
1993 Heike Drechsler ·
1995 Fiona May ·
1997 Ljudmila Galkina ·
1999 Niurka Montalvo ·
2001 Fiona May ·
2003 Eunice Barber ·
2005 Tianna Madison ·
2007 Tatjana Lebedeva ·
2009 Brittney Reese ·
2011 Brittney Reese ·
2013 Brittney Reese ·
2015 Tianna Bartoletta ·
2017 Brittney Reese ·
2019 Malaika Mihambo ·
2022 Malaika Mihambo ·
2023 Ivana Španović